# Hòa Phú, Củ Chi
Hòa Phú là một xã thuộc huyện Củ Chi, Thành phố Hồ Chí Minh, Việt Nam.
Xã Hòa Phú có diện tích 9,10 km², dân số năm 2021 là 18.923 người,  mật độ dân số đạt 2.079 người/km².